# 에디 피어슨
에디 피어슨(Eddie Lavorn Pearson, 1974년 1월 31일 ~ )은 미국의 전 KBO 리그 야구 외국인 선수의 내야수이며  1992년 메이저리그 드래프트 1라운드(전체 24순위)에서 시카고 화이트 삭스에 지명을 받았다(참고로 당시 드래프트에서 피어슨보다 일찍 .. 1999년 31홈런 108타점을 기록했지만 당시 리그가 타고투저여서 부족해보였고 수비가 거의 불가능해 지명타자로 경기에 출장했으며 주루플레이가 최악이라 경기 후반에는 대주자가 투입되었고 이로 인해 포스트시즌 진출에 실패했으며 현대와의 재계약도 실패한 뒤 해태 타이거즈와 계약했으나 불성실한 훈련 태도 때문에 2000년 시즌 전 방출됐다.

## 출신학교
- 미국 비셰프대학교